# Vladracula almoreum
Vladracula almoreum är en svampart som beskrevs av R.C. Gupta & Fotedar 2004. Vladracula almoreum ingår i släktet Vladracula och familjen Rhytismataceae.   Inga underarter finns listade i Catalogue of Life.